# Anders Christensen (triatleta)
Anders Christensen es un deportista danés que compite en triatlón. Ganó una medalla de plata en el Campeonato Europeo de Triatlón de Media Distancia de 2017.

## Palmarés internacional
| Campeonato Europeo | Campeonato Europeo  | Campeonato Europeo | Campeonato Europeo |
| Año                | Lugar               | Medalla            | Prueba             |
| ------------------ | ------------------- | ------------------ | ------------------ |
| 2017               | Herning (Dinamarca) | Medalla de plata   | Individual         |